# Griff in den Staub
Griff in den Staub (engl. Titel Intruder in the dust) ist der Titel eines 1948 veröffentlichten Südstaaten-Romans des US-amerikanischen Schriftstellers und Nobelpreisträgers William Faulkner. Erzählt wird die Geschichte des schwarzen Lucas Beauchamp, der beschuldigt wird, einen Weißen ermordet zu haben. In der Kriminalhandlung klärt der junge Charles Mallison den Fall auf und verhindert eine Lynchjustiz. Die deutsche Übersetzung von Harry Kahn wurde 1951 publiziert.

## Überblick
Die Haupthandlung spielt an drei Tagen, von Samstag, dem 9. Mai 1942, bis Montag, in der fiktiven Kreisstadt Jefferson im Yoknapatawpha County und thematisiert das seit der Zeit der Sklaverei belastete Verhältnis der Weißen und Schwarzen im Bundesstaat Mississippi. Hauptfigur ist der 16-jährige Charles (Chick) Mallison, der nach einem Unfall von dem schwarzen Lucas Beauchamp versorgt wird. Dadurch entwickelt sich zwischen beiden eine besondere Beziehung, die dazu führt, dass sich Charles, als Lucas des Mordes an einem Weißen beschuldigt wird, zu einer unkonventionellen Aufklärung des Falls entschließt. Unterstützt wird er von seinem Boy Aleck Sander, einer älteren Dame, Miss Habersham, und, in vorsichtiger Abwägung und in Absprache mit Sheriff Hampton, von seinem Onkel, dem Anwalt John Stevens. Durch ihre Ermittlungen verhindern sie, dass Lucas von der Familie des Ermordeten, ungehindert von der Mehrheit der Bevölkerung, die schaulustig ein Spektakel erwartet, gelyncht wird.
| → Kapitelübersicht |
| 1 Charles Mallison erinnert sich an seine erste Begegnung mit dem schwarzen Lucas Beauchamp vor vier Jahren. 2 Charles hört von der Ermordung eines Weißen durch Beauchamp und verfolgt seine Inhaftierung im Gefängnis der Stadt. 3 Charles besucht mit seinem Onkel John Stevens Lucas im Gefängnis und erhält von ihm den Auftrag, die Kugel in der Leiche für eine Untersuchung zu sichern. 4 Weil sein Onkel einem Antrag auf Exhumierung skeptisch gegenübersteht, entscheidet sich Charles, zusammen mit Aleck Sander und Miss Habersham den Sarg auszugraben. Sie finden darin jedoch nicht den ermordeten Gowrie, sondern einen Holzhändler. 5 Die Drei informieren Stevens und den Sheriff und diese beraten das Prozedere einer gesetzlichen Exhumierung und den Schutz Lucas‘ vor den Gowries. 6 Am Montag gibt es in Jefferson einen Auflauf von Schaulustigen aus dem Umland, die auf einen Überfall der Gowries auf das Gefängnis und die Hinrichtung Lucas‘ warten. 7 Auf dem Friedhof lässt der alte Gowrie, den der Sheriff zur Graböffnung seines Sohnes Vinson geladen hat, von seinen Zwillingssöhnen die Leiche ausgraben. Sie finden den Sarg leer. 8 Stevens erinnert sich an die Beobachtungen der Jungen in der Nacht. Der Mörder muss die Leichen mit einem Maultier transportiert haben. Sie finden Montgomery und Vinson im Fluss. 9 Sie kehren in die Stadt zurück. Die Wendung des Falls hat sich herumgesprochen und die Schaulustigen strömen zurück ins Umland. Charles bespricht mit seinem Onkel das Verhalten der Bevölkerung und die zukünftige Entwicklung des Schwarz-Weiß-Konflikts. 10 Während der Sheriff Grawford, dem Bruder des Getöteten, eine Falle stellt, berichtet Stevens seinem Neffen den bisherigen Stand der Ermittlungen. 11 Am folgenden Samstag kommt der aus der Haft entlassene Lucas in die Kanzlei, um die Anwaltskosten zu bezahlen. |

## Handlung

### Samstag (Kp. 1–2)
Am Samstagnachmittag läuft der 16-jährige Charles Mallison nach einem Baseballspiel der High School durch die Kreisstadt Jefferson im Yoknapatawpha County und hört die Nachricht, der schwarze Lucas Beauchamp habe bei Frasers Kaufladen im berüchtigten Kreis 4 den weißen Vinson Gowrie hinterrücks erschossen, die weiße Bevölkerung sei aufgebracht und dem Täter drohe die Lynchjustiz seiner fünf Brüder und seiner Vettern, alles gewalttätige, teils vorbestrafte Männer (Kp. 2). Er eilt zu seinem Elternhaus, um mit dem Anwalt John Gavin, dem unverheirateten Bruder seiner Mutter Maggie, die Lage zu besprechen. Der beruhigt ihn, Lucas werde vor Ort von Polizisten bewacht und am nächsten Tag vom Sheriff ins Stadtgefängnis gebracht. Vor der Beerdigung des Erschossenen am Sonntagnachmittag sei keine Aktion zu befürchten.
Charles’ Interesse an dem Fall hängt mit einem Erlebnis im Frühwinter vor vier Jahren zusammen, als er Lucas zum ersten Mal sah (Kp. 1). Er erinnert sich daran, dass er damals von dem Landbesitzer Carothers Edmonds, dem Freund seines Onkels John, zur Hasenjagd auf seine 17 Meilen entfernte Farm eingeladen worden war. Zusammen mit seinem gleichaltrigen Boy Aleck Sander und dem Boy Edmonds überquerte er einen Bach auf einem Baumstamm, rutschte ab und fiel ins kalte Wasser. Der schwarze Farmer Lucas nahm die drei mit in sein Haus, wo die Kleider getrocknet wurden und sie ein Mittagessen erhielten. Charles wurde sich seiner eigenen Rolle als Weißer bewusst und wollte das Essen bezahlen. Als Lucas dies stolz ablehnte, ließ Charles die Geldstücke verächtlich auf den Boden fallen. Lucas forderte die Boys auf, die Münzen aufzuheben und sie Charles zurückzugeben. Dann entließ er sie zur Jagd. Charles war von dieser selbstbewussten Reaktion verwirrt und beeindruckt, schämte sich seines Verhaltens, wollte jedoch die Hilfe nicht ohne Gegenleistung annehmen. Anstelle der Bezahlung machte er Lucas und seiner Frau, der inzwischen verstorbenen Molly, Geschenke: Zigarren, Schnupftabak und ein Kunstseidenkleid. Erst im September reagierte Lucas und schickte Charles als Schleckerei einen Eimer voll frischer hausgemachter Zuckerrohrmelasse.
Lucas’ Reaktion auf die Bezahlung erklärt sich aus seiner Abstammung. Er bewirtschaftet ein zehn Acres großes Landstück, das er von seinem weißen Großvater Carothers Mc Caslin geerbt hat. Er fühlt sich nicht als Schwarzer, sondern als ein Mc Caslin, läuft gewöhnlich in abgelegten Kleidern seines weißen Großvaters durch die Stadt und hält Distanz zu den Schwarzen. So steht er zwischen den gesellschaftlichen Gruppen und viele Weiße empören sich über die Arroganz, sich über die gesellschaftliche Stellung eines „Niggers“ zu erheben.

### Sonntag (Kp. 2–5)
Am nächsten Vormittag wartet vor dem Gefängnis eine weiße Menschenmenge auf eine Aktion der Gowrie-Sippe, während die Schwarzen aus dem Straßenbild verschwunden sind und sich in ihre Wohnungen zurückgezogen haben. Als der Sheriff Hope Hampton Lucas ins Gebäude bringt, ruft dieser Charles zu, er wolle seinen Onkel sprechen.
Am Abend besuchen Charles und Stevens Lucas im Gefängnis (Kp. 3). Vor dem Eingang hat der Sheriff als Wache Will Legate postiert, der als guter Schütz bekannt ist. Lucas möchte, dass der Anwalt ihn vor Gericht vertritt. Stevens informiert ihn über die Möglichkeit, zum Schutz vor den Gowries in ein anderes Gefängnis verlegt zu werden. Lucas lehnt dies ab und berichtet ihm, Vinson habe zusammen mit einem anderen Mann Holz in der Sägemühle schneiden lassen, um die Bretter zu verkaufen, doch der andere habe es gestohlen und heimlich abtransportiert. Er nennt jedoch nicht den Namen des Diebes und schweigt zum Ablauf der Tat, weil er annimmt, dass die Justiz einem Schwarzen in dieser Situation sowieso nicht glaubt. Erst später, als entlastende Fakten entdeckt werden, macht er Stevens gegenüber eine detaillierte Aussage (Kp. 10). Charles bemerkt, dass Lucas ihm noch etwas sagen will, und kehrt allein mit dem von Lucas gewünschten Tabak ins Gefängnis zurück. Der gibt ihm den Auftrag, nach der Beerdigung die Leiche auszugraben und die Kugel für eine Untersuchung zu sichern.
Charles fühlt sich von dieser Aufgabe überfordert und hat Angst, von der Sippe Gowrie bei seiner nächtlichen Grabung überrascht zu werden. Er schlägt deshalb seinem Onkel vor, beim Sheriff die Exhumierung zu beantragen. Stevens hält die Bitte seines Mandanten für eine Ausrede und glaubt nicht, dass Hampton und der Vater Gowries dem Antrag zustimmen würden. Charles plant nun, die Ausgrabung inoffiziell in der Nacht zusammen mit Aleck Sander vorzunehmen. Während dieser das Pferd Highboy für den Ritt zum Friedhof sattelt, bietet die zufällig anwesende Miss Eunice Habersham Charles ihre Mithilfe an. Das Angebot der aus einer alten Jeffersoner Familie stammenden 70-Jährigen erklärt sich aus ihrer Beziehung zu Lucas‘ Frau Molly, denn sie ist deren Milchschwester. Für ihren Verkauf von Hühnern und Gemüse hält sie einen Lastwagen und mit diesem bringt sie Aleck Sander und die Grabgeräte in die Nähe des Friedhofs, während Charles über die sonst an den Sonntagen von Schwarzen belebten, jetzt aber leeren Straßen hinterherreitet: ein „Beweis […] für die bewusste Abkehr des ganzen schwarzen Volksteils, der die eigentliche Grundlage der Wirtschaft des Landes bildete, eine Abwendung nicht einer Stimmung von Hitze und Zorn noch gar von Reue, sondern einer unabänderlichen, unüberwindlichen, unbeugsamen Zurückweisung, gleichsam einen einzigen Rücken abwendend vor etwas, was nicht die Schändung einer Rasse, sondern eine Schande der Menschheit war.“ (4. Kp.) Beim Aufstieg zum Friedhof verstecken sie sich in der Dunkelheit vor einem entgegenkommenden bepackten Maulesel. Welche Last er trägt, wird ihnen erst später klar. Vor der einsam auf einem Kammplateau gelegenen Kirche gräbt Aleck Sander den Sarg aus, in dem anstelle Vinson ein Mann namens Jake Montgomery liegt, ein ehemaliger Spelunkenwirt, der zur Zeit zwielichtige Holzgeschäfte macht. Die drei schließen wieder das Grab, fahren zurück in die Stadt und informieren noch in der Nacht den Anwalt. Dieser fährt mit ihnen sogleich zum Sheriff und berät mit ihm das Prozedere einer gesetzlichen Exhumierung (5. Kp.). Sie wollen am nächsten Tag mit der Untersuchungen beginnen.

### Montag (Kp. 6–10)
An diesem Montag, normalerweise dem Markttag, gibt es in Jefferson einen Auflauf von Schaulustigen aus dem Umland, die auf einen Überfall der Gowries auf Lucas warten, „den sie bereits verurteilt hatten“. Sie sind nicht hier, „um das zu sehen, was sie der Gerechtigkeit Genüge tun nannten, nicht einmal, dass Vergeltung geübt werde, sondern nur, um zu sehen, dass Kreis 4 sich seines Standes als weiße Oberschicht nicht unwürdig zeige.“ Charles sieht diese Szene und die „Myriade von Gesichtern vor sich, die doch so seltsam identisch waren in ihrem Mangel an individueller Identität zugunsten eines Wir“, als er vor dem Gefängnis auf die Abfahrt mit seinem Onkel und dem Sheriff zum Friedhof wartet (Kp. 6). Miss Habersham und Charles Mutter Maggie setzen sich vor den Eingang zur Täuschung der potentiellen Angreifer, denn Lucas wurde sicherheitshalber schon in der Nacht in das Haus des Sheriffs gebracht.
Während der Fahrt zur Kirche erklärt Stevens seinem Neffen seine Auffassung von der langsamen und schrittweisen – über das Wahlrecht zur gesellschaftlichen Gleichberechtigung – Lösung des Schwarz-Weiß-Konflikts in den Südstaaten ohne moralische Anweisungen aus dem Norden. Auf dem Friedhof besteht der alte Gowrie, den der Sheriff zur Graböffnung geladen hat, darauf, dass seine Zwillingssöhne Vardaman und Bilbo die Leiche ausgraben. Sie finden den Sarg leer (Kp. 7). Stevens erinnert den Sheriff an die Beobachtungen der Jungen in der Nacht. Der Mörder musste die Leiche Vinsons mit der Jake Montgomerys, der noch an der Beerdigung teilgenommen hat, ausgetauscht und sie mit einem Maultier abwärts zum Fluss transportiert haben. Dort habe er offenbar den abgestellten Lastwagen entdeckt und dann die Exhumierung beobachtet. Nach der Abfahrt der drei Detektive muss er Montgomery wieder ausgegraben und vermutlich ebenfalls zum Fluss gebracht haben. Diese Überlegung bestätigt sich. Sie finden den erschlagenen Montgomery im Fluss verscharrt und ein Stück davon entfernt unter der Brücke Vinsons Körper im Treibsand. Hampton versucht nun dem alten Gowrie klarzumachen, dass sein Sohn nicht mit Lucas‘ Pistole erschossen worden ist, und behauptet, die Tatwaffe sei eine deutsche Luger-Pistole gewesen. Alle wissen, dass sein zweitältester Sohn Crawford eine solche Waffe nach dem Ersten Weltkrieg gegen Fuchshunde eingetauscht hat. Der Sheriff hofft, dass sein Bluff bei dem Alten Wirkung zeigt, und überlässt ihm die Leiche Vinsons zur zweiten Beerdigung (Kp. 8).
Die anderen kehren nach Jefferson zurück und bringen Montgomery zum Leichenbeschauer. Bei der Heimfahrt hat Stevens Mühe, sich in den Verkehrsfluss der aus der Stadt ins Umland zurückströmenden Schaulustigen einzufädeln. Die Menge ist nicht auf ihre Kosten gekommen, denn die Gowries sind wegen der dem Vater angekündigten Graböffnung nicht vor dem Gefängnis erschienen und der Sturm blieb aus (Kp. 9). Während der Autofahrt und in seinem Zimmer verarbeitet Charles in wirren Träumen das Erlebte und bespricht mit seinem Onkel das Verhalten der Bürger und ihre Passivität bei der Verteidigung Lucas‘. Wie bereits im 7. Kapitel hofft Stevens auf die Anlage der Menschen zur Humanität und die Entwicklungsfähigkeit der weißen Südstaatler, aus der Schuld der Vergangenheit den Schwarzen gegenüber zu lernen. Die drei Detektive hätten ein Beispiel dafür gegeben, wie man Verantwortung übernimmt. Er denkt, dass die Schaulustigen beschämt abgezogen sind und Lucas der Sieger ist (Kp. 9).
Der Sheriff stellt Grawford eine Falle, indem er die Nachricht verbreiten lässt, er bringe Lucas an der Engstelle am Whiteleaf vorbei nach Hollymount, um beim Untersuchungsverfahren über Montgomery auszusagen, und will ihn damit zu einer Aktion provozieren. Gleichzeitig berichtet Stevens Miss Habersham und Charles über den bisherigen Stand der Ermittlungen und seine Vermutungen: Die Brüder Vinson und Crawford ließen in einem Sägewerk Bretter schneiden, um sie an Montgomery zu verkaufen. Lucas beobachtete, dass jemand nachts mit einem Lastwagen einen Teil der Bretter wegfuhr. Grawford bot ihm Geld, wenn er ihm sagte, wem der Wagen gehört. Er vereinbarte mit ihm einen Treffpunkt und verleitete ihn zu einer Schießprobe mit seiner Pistole, wodurch bei seiner Festnahme eine Kugel fehlte. Vinson kam hinzu, wurde erschossen, und man nahm den überraschten Lucas am Tatort fest. Montgomery kannte die Hintergründe, erpresste Grawford und wollte die Leiche sichern. Grawford kam hinzu, erschlug und begrub ihn und versenkte den Bruder im Fluss. Die drei Detektive entdeckten Montgomery anstelle Vinson, und Grawford versuchte noch einmal, die Spur zu beseitigen (Kp. 10). Crawfords Selbstmord (Kp. 11) wird als Schuldeingeständnis angesehen.
Lucas wird aus der Haft entlassen und bezahlt am folgenden Samstag die Anwaltskosten. Stevens berechnet ihm zwei Dollar für eine beim Abfassen der Verteidigungsschrift zerbrochenen Schreibfeder. Er selbst habe im Gegensatz zu seinem Neffen nicht an ihn geglaubt. Aber nach diesem Sieg der Wahrheit erinnere Lucas die Weißen an ihr Gewissen (Kp. 11).

## Form
In die im Wesentlichen linear entwickelte Handlung sind Rückblicke, Anekdoten des Vaters, des Onkels usw., Erinnerungen an Personen, Beschreibungen der Landschaft, der Historie des Ortes, seiner Gebäude, z. B. des Gefängnisses, Familiengeschichten wie die der Habershams, Reflexionen über die gesellschaftliche Struktur der Südstaaten sowie der Appell des Anwalts an die Weißen, die Schwarzen als Gleichberechtigte zu behandeln, eingeblendet.
Das Geschehen wird in personaler Form aus der Perspektive Charles’ geschildert. Dabei ist ein vorherrschendes Stilmittel der Bewusstseinsstrom mit sich teilweise über mehrere Seiten, z. B. im 9. und 10. Kapitel, erstreckenden Passagen in langen Satzreihen und verschachtelten Satzgefügen.

## Einordnung des Romans in Faulkners Erzählungen über die Südstaaten-Familie Mc Caslin Edmonds
Lucas Beauchamp und seine Frau Molly sowie der Anwalt Gavin Stevens tauchten erstmals in Faulkners aus sieben Kurzgeschichten bestehender, 1859 beginnenden Chronik einer Familie „Go Down, Moses“ auf. Die Geschichten ermöglichen eine Zusammenstellung von Lucas‘ Stammbaum und erklären seine Position im Schwarz-Weiß Spannungsfeld seiner Familie:
Lucas ist Teil des McCaslin-Stammbaums, der sich in zwei Zweige unterteilt: einen weißen und einen schwarzen. Der weiße Zweig stammt von Carothers McCaslin und seiner weißen Frau ab, der schwarz-weiße Zweig von Carothers McCaslin und seiner Sklavin Tomey. Sie sind Lucas‘ Großeltern. Tomeys und McCaslins Sohn Turl heiratet Teenie, eine Sklavin auf der benachbarten Plantage Hubert Beauchamps (1. Geschichte „Es war“). Dadurch kommt ihr Sohn Lucas zum Namen Beauchamp. Lucas‘ Frau Molly ist die Tochter eines Sklaven von Doktor Habersham, dem Großvater Miss Habershams („Griff in den Staub“, Kp. 4). Als Lucas 1896 Molly Worsham heiratet, entzündet er in ihrer Hochzeitsnacht ein Feuer im Kamin (erwähnt in „Griff in den Staub“, Kp. 1), wo es für die Dauer ihrer langen Ehe brennt. In der 2. Geschichte („Das Feuer und der Herd“) arbeitet Lucas auf der McCaslin-Plantage, die jetzt Carothers „Roth“ Edmonds gehört. Er ist in verschiedene Machenschaften wie illegale Whiskydestillation verwickelt und hat eine Obsession, mit einem Detektor Gold zu finden, wodurch es zu Spannungen mit seiner Tochter und seiner Frau kommt. Die letzte Geschichte der Sammlung „Go down. Moses“ spielt um 1940. Molly Beauchamp bittet den Anwalt Gavin Stevens, den Aufenthaltsort ihres lange verschollenen Enkels Samuel herauszufinden. Dieser sitzt in Illinois in der Todeszelle und soll hingerichtet werden. Stevens sammelt Geld, um die Leiche zur Beerdigung nach Hause zu bringen. In „Griff in den Staub“ ist Molly gestorben und Lucas lebt allein auf der, aus Carothers McCaslins Nachlass für seine schwarzen Nachkommen, ererbten kleinen Farm in Nachbarschaft mit Carothers Edmonds, dem Urenkel des Stammvaters.

## Rezeption
Die Literaturkritik beschäftigte sich vor allem mit zwei Aspekten: einmal mit der Südstaaten-Thematik und zweitens mit dem an modernen europäischen Romanen (Proust, Joyce, Woolf) orientierten Erzählstil.
In zeitgenössischen Analysen wird Faulkners Darstellung der sozialen Situation der schwarzen Amerikaner in der Gesellschaft der amerikanischen Südstaaten und der Vorurteile der weißen Oberschicht gegenüber den ehemaligen Sklaven gewürdigt. Er rufe zu einer Wiederbelebung des amerikanischen Gewissens auf, indem er den jugendlichen Charles seine Haltung gegenüber Lucas überdenken lasse und ihn im Unterschied zur weißen Bevölkerung zu einem riskanten Einsatz führe.
Das Lob der Nobelpreis-Jury für Faulkners „machtvollen und unabhängigen künstlerischen Beitrag zur neuen Erzählliteratur Amerikas“ gilt auch für den 1948 veröffentlichten Roman „Griff in den Staub“: In der Kriminalgeschichte mit geheimnisvollen nächtlichen Aktionen und teils humorvoll geschilderten Familienbildern dominiert die im Bewusstseinsstrom artikulierte innere Entwicklung des Protagonisten.

## Adaption
US-amerikanischer Film (MGM, 1949) „Griff in den Staub“ Regie Clarence Brown, Der Film wurde in Faulkners Wohnort Oxford (Mississippi) gedreht.

## Textausgaben
William Faulkner: „Griff in den Staub“. Fretz & Wasmuth, Zürich 1951.
William Faulkner: „Griff in den Staub“. Diogenes Zürich 1974. Diogenes detebe 2007.